# 14.ª circunscripción senatorial de Chile
La 14.ª circunscripción senatorial de Chile es una de las dieciséis entidades electorales de este tipo que conforman la República de Chile. Su territorio comprende la totalidad de las comunas de la Región de Aysén del General Carlos Ibáñez del Campo, ubicada geográficamente en la zona austral del país. Fue creada en 2015 por medio de la ley 20.840, a partir de la hasta entonces 18.ª Circunscripción senatorial. Con una población que, según el censo del año 2017, alcanza los 103.158 habitantes, elige dos de los cuarenta y tres senadores que integran el Senado de Chile.

## Representación
A febrero de 2022, la circunscripción senatorial 14 de Chile es representado por los siguientes senadores para el periodo 2018-2026:
| Periodo | Senador | Senador                               | Senador                       | Senadora | Senadora                               | Senadora              | Mandato                                       |
| Periodo | Nombre  | Nombre                                | Partido                       | Nombre   | Nombre                                 | Partido               | Mandato                                       |
| ------- | ------- | ------------------------------------- | ----------------------------- | -------- | -------------------------------------- | --------------------- | --------------------------------------------- |
| LV      |         | David Sandoval Plaza (Santiago, 1952) | Unión Demócrata Independiente |          | Ximena Órdenes Neira (Coyhaique, 1973) | Independiente pro PPD | 11 de marzo de 2018 - Actualmente en el cargo |

## Historia electoral

### Elecciones parlamentarias de 2017
| Pacto                               | Pacto                           | Candidato/a                       | Candidato/a                  | Partido                     | Votos                       | %                           | Resultado                   | Pacto                         | Pacto                       | Candidato/a                 | Candidato/a                 | Partido                     | Votos   | %      | Resultado |
| ----------------------------------- | ------------------------------- | --------------------------------- | ---------------------------- | --------------------------- | --------------------------- | --------------------------- | --------------------------- | ----------------------------- | --------------------------- | --------------------------- | --------------------------- | --------------------------- | ------- | ------ | --------- |
|                                     | G. Frente Amplio                |                                   | Alejandro Barrientos Álvarez | RD                          | 664                         |                             |                             |                               | O. Convergencia Democrática |                             | Eduardo Cruces Burgos       | PDC                         | 4 939   | 13.84  |           |
|                                     | G. Frente Amplio                | Jenny del Carmen Rivera Roa       | RD                           | 423                         |                             |                             |                             | Paz Maritza Foitzich Sandoval | O. Convergencia Democrática | PDC                         | 5 743                       | 16.09                       |         |        |           |
|                                     | H. Sumemos                      |                                   | Raúl Vargas Fourcade         | Todos                       | 161                         |                             |                             |                               | O. Convergencia Democrática | Hernán Vodanovic Schnake    | IND-PDC                     | 136                         | 0.38    |        |           |
|                                     | H. Sumemos                      | Carlos Chávez Marchant            | IND-TODOS                    | 255                         |                             |                             |                             | P. Chile Vamos                |                             | Pilar Cuevas Mardones       | RN                          | 4 168                       | 11.68   |        |           |
|                                     | K. Coalición Regionalista Verde |                                   | Carlos Adolfo Pérez Osorio   | DRP                         | 271                         |                             |                             | P. Chile Vamos                |                             | Ana Verdugo Badilla         | RN                          | 118                         | 0.33    |        |           |
|                                     | K. Coalición Regionalista Verde | Antonella Muñoz Araya             | IND-DRP                      | 247                         |                             |                             |                             | P. Chile Vamos                | David Sandoval Plaza        | UDI                         | 7 320                       | 20.51                       | Senador |        |           |
|                                     | N. La Fuerza de la Mayoría      |                                   | Camilo Escalona Medina       | PS                          | 2 178                       |                             |                             |                               |                             |                             |                             |                             |         |        |           |
|                                     | N. La Fuerza de la Mayoría      | Ximena Órdenes Neira              | IND-PPD                      | 5 405                       | 15.14                       | Senadora                    |                             |                               |                             |                             |                             |                             |         |        |           |
|                                     | N. La Fuerza de la Mayoría      | Luperciano Segundo Muñoz González | IND-PRSD                     | 3 670                       |                             |                             |                             |                               |                             |                             |                             |                             |         |        |           |
| Votos válidamente emitidos          | Votos válidamente emitidos      | Votos válidamente emitidos        | Votos válidamente emitidos   | Votos válidamente emitidos  | Votos válidamente emitidos  | Votos válidamente emitidos  | Votos válidamente emitidos  | Votos válidamente emitidos    | Votos válidamente emitidos  | Votos válidamente emitidos  | Votos válidamente emitidos  | Votos válidamente emitidos  | 35 698  | 93.87  | 93.87     |
| Votos nulos                         | Votos nulos                     | Votos nulos                       | Votos nulos                  | Votos nulos                 | Votos nulos                 | Votos nulos                 | Votos nulos                 | Votos nulos                   | Votos nulos                 | Votos nulos                 | Votos nulos                 | Votos nulos                 | 948     | 2.49   | 2.49      |
| Votos en blanco                     | Votos en blanco                 | Votos en blanco                   | Votos en blanco              | Votos en blanco             | Votos en blanco             | Votos en blanco             | Votos en blanco             | Votos en blanco               | Votos en blanco             | Votos en blanco             | Votos en blanco             | Votos en blanco             | 1 384   | 3.64   | 3.64      |
| Total de sufragios emitidos         | Total de sufragios emitidos     | Total de sufragios emitidos       | Total de sufragios emitidos  | Total de sufragios emitidos | Total de sufragios emitidos | Total de sufragios emitidos | Total de sufragios emitidos | Total de sufragios emitidos   | Total de sufragios emitidos | Total de sufragios emitidos | Total de sufragios emitidos | Total de sufragios emitidos | 38 030  | 100.00 | 100.00    |
| Fuente: Servicio Electoral de Chile |                                 |                                   |                              |                             |                             |                             |                             |                               |                             |                             |                             |                             |         |        |           |